# Zbytečný člověk
Zbytečný člověk (rusky лишний человек, lišnij čelavěk) je častý motiv v ruské literatuře 19. století.

## Popis

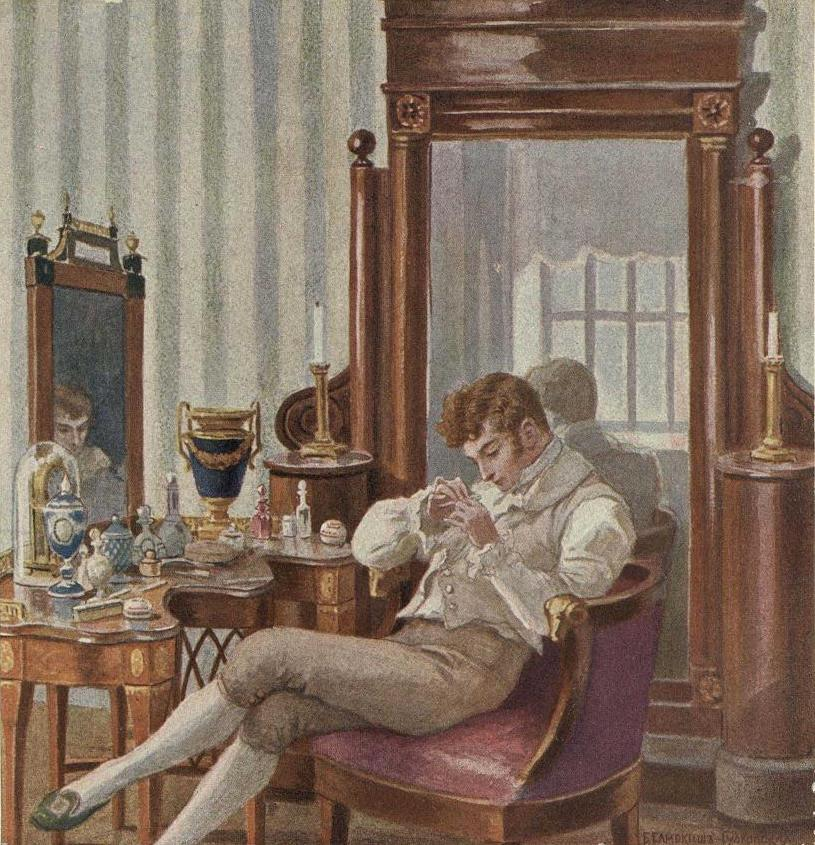
Nudící se Evžen Oněgin

Jedná se o typ osobitého jedince, zejména šlechtice či příslušníka vyšší společenské vrstvy, snad talentovaného a schopného, který se ale nehodí pro obvyklou kariéru ve státní službě. V důsledku toho se stane líným, neúspěšným, ve vztahu ke svému životu zcela pasivním, má pocit, že je zbytečný.

### Odraz v ruské literatuře
Typickou postavou tohoto typu je Oblomov ze stejnojmenného románu Ivana Alexandroviče Gončarova, nepojmenovaná hlavní postava Dostojevského Zápisků z podzemí, Pečorin v Lermontovově románu Hrdina naší doby, Rudin ze stejnojmenného románu Ivana Sergejeviče Turgeněva a zejména Puškinův Evžen Oněgin ve stejnojmenném veršovaném románu.

### Literární motiv
Motiv zbytečného člověka je většinou zpracováván v románech a novelách, občas také ve větších básnických dílech. Tato díla se většinou vyznačují podrobnou psychologií postav. Jedná se o jeden z převažujících literárních motivů ruského romantismu a realismu.